# Kozłów (powiat dąbrowski)
Kozłów – wieś w Polsce położona w województwie małopolskim, w powiecie dąbrowskim, w gminie Gręboszów.

## Położenie, gleby
W latach 1975–1998 miejscowość należała administracyjnie do województwa tarnowskiego.
Kozłów i Hubenice leżą po przeciwległych stronach jezdni, co w Polsce zdarza się stosunkowo rzadko. Kozłów ma urodzajne gleby – mady wiślane. Gospodarka rolna opiera się na produkcji jęczmienia, pszenicy, a także warzyw.

## Historia
Nazwa „Koslov” pojawiła się już w 1375 r. Kozłów jest jedną z najstarszych wsi w gminie Gręboszów. Według Słownika geograficznego Królestwa Polskiego i innych krajów słowiańskich Kozłów to wieś w powiecie dąbrowskim, położona na prawym brzegu Wisły. Parafia rzymskokatolicka znajduje się w Woli Gręboszowskiej a urząd pocztowy w Żabnie.